# Mistrzostwa Polski Par Klubowych na Żużlu 1981
Mistrzostwa Polski Par Klubowych na Żużlu 1981 – zawody żużlowe, mające na celu wyłonienie medalistów mistrzostw Polski par klubowych w sezonie 1981. Rozegrano eliminację dla klubów drugoligowych, dwa turnieje półfinałowe oraz finał, w którym zwyciężyli zawodnicy Stali Gorzów Wielkopolski.

## Finał
- Toruń, 3 czerwca 1981
- Sędzia: Roman Cheładze

| Miejsce | Kluby                | Suma | Zawodnicy                          | Punkty                            |
| ------- | -------------------- | ---- | ---------------------------------- | --------------------------------- |
| złoto   | Stal Gorzów Wlkp.    | 24   | Jerzy Rembas Marek Towalski        | 16 (2,2,3,3,3,3) 8 (1,0,1,2,2,2)  |
| srebro  | Apator Toruń         | 23   | Wojciech Żabiałowicz Jan Ząbik     | 13 (1,3,3,3,2,1) 10 (3,1,1,2,0,3) |
| brąz    | Kolejarz Opole       | 20   | Alfred Siekierka Jacek Goerlitz    | 12 (3,3,2,1,1,2) 8 (0,1,u,3,3,1)  |
| 4       | Unia Leszno          | 19   | Roman Jankowski Ryszard Buśkiewicz | 16 (3,2,3,3,3,2) 3 (0,0,2,1,0,0)  |
| 5       | Start Gniezno        | 15   | Eugeniusz Błaszak Leon Kujawski    | 10 (2,2,1,2,2,1) 5 (1,0,0,0,1,3)  |
| 6       | Śląsk Świętochłowice | 14   | Jerzy Kochman Krzysztof Zarzecki   | 13 (3,3,2,2,d,3) 1 (d,d,0,0,1,0)  |
| 7       | Stal Rzeszów         | 11   | Ryszard Romaniak Grzegorz Kuźniar  | 5 (1,2,1,d,1,d) 6 (2,1,d,1,0,2)   |